# Limnophila claggi
Limnophila claggi är en tvåvingeart som beskrevs av Alexander 1931. Limnophila claggi ingår i släktet Limnophila och familjen småharkrankar. Inga underarter finns listade i Catalogue of Life.